# Pelusios marani
Pelusios marani is een schildpad uit de familie pelomedusa's (Pelomedusidae).

## Naam en indeling
De wetenschappelijke naam van de soort werd voor het eerst voorgesteld door Roger Bour in 2000. De wetenschappelijk soortaanduiding marani is vernoemd naar de bioloog Jérôme Maran, die veel onderzoek naar schildpadden heeft verricht.

## Uiterlijke kenmerken
De schildpad kan een schildlengte bereiken van 27,5 centimeter maar mogelijk kan de soort tot 35 cm lang worden. Het elliptische rugschild is zwart terwijl het buikschild juist geel van kleur is. De marginaalschilden krullen naar boven aan de achterzijde van het schild zodat een soort goot ontstaat. 
De bovenkaak bezit twee kleine tandachtige uitsteeksels. Mannetjes zijn lastig van vrouwtjes te onderscheiden, ze hebben soms een iets holler buikschild.

## Levenswzije
Op het menu staan insecten, vissen en amfibieën en daarnaast wordt ook wel aas gegeten. Bij bedreiging wordt de bek geopend en kan een smerig ruikende vloeistof worden afgescheiden. 

## Verspreiding en habitat
Pelusios marani komt voor in delen van Afrikaen leeft endemisch in Gabon. Omdat de schildpad pas in 2000 voor het eerst wetenschappelijk werd beschreven is over de biologie en levenswijze nog niet veel bekend.
De habitat bestaat uit wateren in dichte bossen, moerassen en grotere rivieren. In het droge seizoen houdt het dier een winterslaap. 